# Vladimír Burda
Vladimír Burda (25. ledna 1934 Úvaly – 23. října 1970 Praha) byl český překladatel, publicista, kritik a básník. Jako autor nejprve tradiční poezie přešel v roce 1963 k principům tzv. experimentální poezie. Jeho první sbírka experimentálně laděné barevné vizuální poezie rozvinula metodu vizualizace psaného projevu, vyvíjela se pod vlivem hnutí Fluxus přes absurdní textové events a verbální návody až k minimalisticky redukovaným realizacím.

## Dílo
Básně publikoval po časopisech (Literární noviny, Dialog, Plamen, Iniciály a Revue K) a knižních antologiích (nejrozsáhlejší výběr je součástí knihy Vrh kostek. Česká experimentální poezie, ed. J. Hiršal – B. Grögerová, Praha 1993, s. 138–181), jako publicista přispíval pravidelně do časopisů Dialog, Literární noviny, Sešity pro literaturu a diskusi, Výtvarné umění apod.

### Dílo básnické
- Večerní Praha, 1956
- Typogramy, 1963
- Akční aiody / Akční deník, 1966
- Bílé básně, 1966
- Minipoezie, 1967
- Lyrické minimum, 2004

### Dílo kriticko-teoretické
- Z Jeskyně slov do Krajiny her, Dialog 1968, č. 9, s. 45.